# لاكي باوليتا
لاكي باوليتا (بالهولندية: Lacey Pauletta)‏ (29 مارس 1988 - ) هو لاعب كرة قدم هولندي في مركز الوسط. شارك مع منتخب جزر الأنتيل الهولندية لكرة القدم ومنتخب بونير لكرة القدم. أما مع النوادي، فقد لعب مع SV Real Rincon ‏.

## روابط خارجية
- لاكي باوليتا على موقع قاعدة بيانات كرة القدم.إي يو (الإنجليزية)
- لاكي باوليتا على موقع ناشيونال فوتبول تيمز (الإنجليزية)
- لاكي باوليتا على موقع Soccerway.com (الإنجليزية)
- لاكي باوليتا على موقع قاعدة بيانات الكرة الطائرة الشاطئية (الإنجليزية)